# Осереби
Осере́би — село в Україні, у Турійській селищній громаді Ковельського району Волинської області. Населення становить 161 особу.

## Історія
У 1906 році село Олеської волості Володимир-Волинського повіту Волинської губернії. Відстань від повітового міста 34 верст, від волості 8. Дворів 30, мешканців 208.
12 червня 2020 року, відповідно до розпорядження Кабінету Міністрів України № 708-р «Про визначення адміністративних центрів та затвердження територій територіальних громад Волинської області», увійшло до складу Турійської селищної територіальної громади.
19 липня 2020 року, в результаті адміністративно-територіальної реформи та ліквідації Турійського району, село увійшло до новоутвореного Ковельського району. 

## Населення
Згідно з переписом УРСР 1989 року чисельність наявного населення села становила 164 особи, з яких 70 чоловіків та 94 жінки.
За переписом населення України 2001 року в селі мешкала 161 особа. 100 % населення вказало своєю рідною мовою українську мову.